# 戴伊 (密蘇里州)
戴伊（英語：Dye）是位於美國密蘇里州普拉特縣的非建制地區。

## 歷史
戴伊的郵局於1888年設立，其後於1902年停運。

## 地理
戴伊所處的海拔為高於海平面282米（即925英呎），而該地所採用的時區為UTC-6，即北美中部時區（CST）。同時該地設有夏令時間，為UTC-6調快一小時，即UTC-5（CDT）。